# Vùng
Trong địa lý, các vùng là các khu vực rộng được phân chia bởi các đặc tính vật lý (Địa lý tự nhiên), các đặc tính tác động của con người (Địa lý nhân văn), và các tương tác con người và môi trường (Địa lý tích hợp). Các vùng địa lý hay phân vùng được mô tả chủ yếu theo các định nghĩa tương đối, và đôi khi là các ranh giới tạm thời, trừ trong địa lý nhân văn, nơi các khu vực tài phán như biên giới quốc gia được định nghĩa rõ ràng theo luật.